# Kerstin Eckardt
Kerstin Eckardt (* 9. Mai 1966 in Dortmund) ist eine deutsche Politikerin (CDU). Seit 2023 ist sie Mitglied der Bremischen Bürgerschaft.

## Biografie

### Ausbildung und Beruf
Eckardt absolvierte nach dem Abitur eine Ausbildung zur Bankkauffrau. Sie arbeitete von 1988 bis 1990 für die Stadtsparkasse Dortmund und von 1990 bis 1994 für die Stadtsparkasse München. Von 1994 bis 2015 war sie als selbstständige Handelsvertreterin tätig. Von 2004 bis zu ihrem Einzug in die Bürgerschaft 2023 war sie außerdem Angestellte für Personalwesen und Finanzbuchhaltung im Ingenieurbüro eines öffentlich bestellten Vermessungsingenieurs.
Eckardt ist verheiratet und hat ein Kind.

### Politik
Eckardt ist seit 2007 Mitglied der CDU. Von 2019 bis 2023 war sie Mitglied im Beirat von Bremen-Walle, ab 2020 als Fraktionssprecherin der CDU. Zudem war sie seit 2017 und bis Anfang des Jahres 2024 Vorsitzende der CDU in Walle und seit 2019 CDU-Stadtbezirksvorsitzende im Bremer Westen. Seit Frühjahr 2024 ist sie stellvertretende Vorsitzende im Kreisverband der CDU Bremen-Stadt.
Eckardt trat bei der Bürgerschaftswahl in Bremen 2019 auf Listenplatz 27 ihrer Partei im Wahlbereich Bremen an, verpasste jedoch den Einzug ins Parlament.
Bei der Bürgerschaftswahl 2023 trat Eckardt auf Listenplatz 18 ihrer Partei im Wahlbereich Bremen an und zog in die Bürgerschaft ein.
Aktuell ist sie Sprecherin für Senioren, Gleichstellung mit dem Fachgebiet Frauenpolitik sowie für die Beiräte der CDU-Fraktion und der Bürgerbeteiligung. Sie ist Mitglied der Sozialdeputation, des Ausschusses für die Gleichstellung der Frau, dem staatlichen und städtischen Petitionsausschuss und dem Betriebsausschuss der Werkstatt Bremen.